# East Lothian Peregrines
I Basketball East Lothian Peregrines sono una società di pallacanestro, fondata nel 2000 a Musselburgh.
La squadra gioca presso il Musselburgh Sports Centre di Musselburgh. Ha partecipato alla Scottish Men's National League dal 2001 al 2011.
Nel 2007 si fondono con gli Edinburgh Midlothian Buccaneers cambiando denominazione in East Lothian Buccaneers. L'anno successivo torneranno a chiamarsi Peregrines, l'attuale denominazione.
Attualmente gareggiano nella lega regionale della Lothian Basketball Association.